# Jacques Yver
Pour les articles homonymes, voir Yver.
Jacques Yver, seigneur de Plaisance et de la Bigotterie, né vers 1548 à Niort, mort fin 1571 ou début 1572 à Paris, est un écrivain français du XVIe siècle, auteur du Printemps d'Yver.

## Biographie
La vie de Jacques Yver est mal connue. Les biographes ont longtemps fait naître ce gentilhomme poitevin en 1520. Il était censé avoir fait ses études à Poitiers, être le condisciple de Noël du Fail et de Guillaume Bouchet, avoir voyagé en Italie et sur les rives du Rhin, être revenu dans sa ville natale dont il serait devenu maire en 1556, avoir vécu durant les trois premières guerres de Religion, en appartenant au parti des politiques,.
Marie-Ange Maignan, sa dernière biographe, a retrouvé au Cabinet des estampes de la BNF, un portrait portant la mention « Jacques Yver. Age 22 » avec sa devise « OV BIEN OV RIEN ». Il faut donc « faire naître Jacques Yver vers 1548 et mourir à la fin de 1571 ou au tout début de 1572 ».
Il ne reste plus de trace de l'auteur du Printemps dans les archives. Il est possible qu'il soit le fils d'un Jacques Yver, seigneur de la Bigotterie, élu maire de Niort en 1556. La connaissance de l'italien dans son œuvre, peut laisser supposer un séjour en Italie car il cite des textes non encore traduits. Il est à peu près sûr qu'il a fait des études de droit à cause de la présence d'un lexique juridique dans son œuvre.
Il meurt peu de temps avant l'impression de son œuvre unique, à Paris en 1572 : Le Printemps d'Yver. Il y parle en effet de la paix de Saint-Germain-en-Laye (1570). 

## Œuvre
- Jacques Yver, Le Printemps d'Yver, contenant cinq histoires, discourues par cinq journées, en une noble compagnie, au chasteau du Printemps, Paris, Jean Ruelle, 1572 (lire en ligne)

- Jacques Yver, Le Printemps d'Yver. édité par Marie-Ange Maignan en collaboration avec Marie Madeleine Fontaine (textes littéraires français) Genève, Droz, 2015.